# Jedovnice
Jedovnice település Csehországban, a Blanskói járásban. Jedovnice Vilémovice, Rudice, Senetářov, Bukovinka, Ruprechtov, Křtiny, Krasová, Blansko és Kotvrdovice településekkel határos. Lakosainak száma 2982 fő (2024. január 1.).

## Népesség
A település lakosságának változását az alábbi diagram mutatja:
| Lakosok száma | 1540 | 1483 | 1831 | 1760 | 2177 | 2487 | 2761 | 2802 | 2805 | 2982 |
|               | 1869 | 1890 | 1921 | 1950 | 1980 | 2001 | 2017 | 2019 | 2022 | 2024 |